# Rumenka
Rumenka (v srbské cyrilici Руменка, maďarsky Piros) je místní část města Novi Sad, původní samostatná vesnice, která byla připojena k městu. Urbanisticky se jedná stále o sídlo oddělené od metropole Vojvodiny. Rumenka se nachází severozápadně od středu města, v blízkosti kanálu DTD.
V roce 2011 měla 6 495 obyvatel, většina z nich je srbské národnosti, cca 13 % obyvatelstva je národnosti maďarské. Vzhledem k charakteru satelitního sídla počet obyvatel Rumenky dlouhodobě roste. Obec tvoří především nízká zástavba.
Název Rumenka odkazuje jak v srbském jazyce k červené barvě, obdobnou etymologii lze vysledovat i u maďarského názvu původně samostatné obce. První zmínka o Rumence pochází z roku 1237. V roce 1590 je zmiňovaná v tureckých záznamech jako vesnice s dvaceti domy. Kostel sv. Petra a Pavla byl v obci vybudován po roce 1849. Další kostel v obci pochází z roku 1836 (vznikl na místě starších zničených staveb tohoto typu).
Obcí prochází dvě významnější silnice: R-102 ve směru Novi Sad-Odžaci a R-127 ve směru Novi Sad-Vrbas.